# Свербига восточная
Сверби́га восто́чная (лат. Búnias orientális) — многолетнее (реже двулетнее) травянистое растение, вид рода Свербига (Bunias) семейства Капустные, или Крестоцветные (Brassicaceae). Крупное растение высотой до метра и более, с копьевидно-стреловидными в основании нижними листьями, собранными в верхушечную метёлку ярко-жёлтыми цветками и покрытыми тёмными бородавочками стеблями и плодами.
Первоначально распространённое, предположительно, на Кавказе, в настоящее время растение встречается почти по всей Европе и Западной Сибири, а также на востоке и западе Северной Америки. На расширение ареала в Европе существенно повлияли войны XIX века — свербигу использовали в качестве фуража русские войска, непреднамеренно перенося плоды растения на большие расстояния.
Корни, листья и молодые стебли съедобны, могут использоваться в свежем, варёном и сушёном виде; вплоть до XIX века растение являлось традиционным пищевым растением в Европейской России, Беларуси и на Украине.

## Название
Научное название рода Bunias образовано от др.-греч. βουνιάς, bouniás — «брюква», связанного с βουνός, bounós — «холм», по обыкновенным местам произрастания растения. Русскоязычное «сверби́га» образовано от глагола «свербеть» — «драть» с добавлением суффикса -ига; вариант «сверби́гу́з» — в результате сложения с существительным «гуз» — по жгуче-острому вкусу растения.
Видовой эпитет orientalis означает «восточный», образован от лат. oriens — «восток», по ареалу растения — на Востоке.
Ф. Видеман и Э. Вебер (1852) приводят для растения русскоязычные названия «свербига русская» и «свербигуз восточный».

## Ботаническое описание
Многолетнее или двулетнее травянистое растение, гемикриптофит по Раункиеру. Корень веретенообразный, стержневой, у старых растений до 5—6 см толщиной в верхней части, углубляющийся до 2 м. В первый год жизни растения корни до 30 см глубиной, с возрастом корневая система нередко усложняется, образуются несколько стержневых корней или же развиваются крупные боковые корни. Тонкие всасывающие боковые корни ежегодно сменяются, они распределены по всему протяжению крупных корней. Окраска корней у молодых растений — желтовато-светло-коричневая, у старых — тёмно-коричневая.
Стебли развиваются на второй год, часто в числе нескольких, высотой 40—100 см (изредка 25—150 см), до 1 см толщиной в основании, сильно ветвящиеся в верхней части, ребристо-округлые до овальных в сечении, шероховатые, покрытые тёмными бородавочками и вниз направленными жёсткими простыми, иногда двураздельными, волосками, наиболее обильными в нижней части. Цветоносный побег ортотропный, боковые ветви плагиотропны (под углом к оси растения), верхние обычно диатропны.

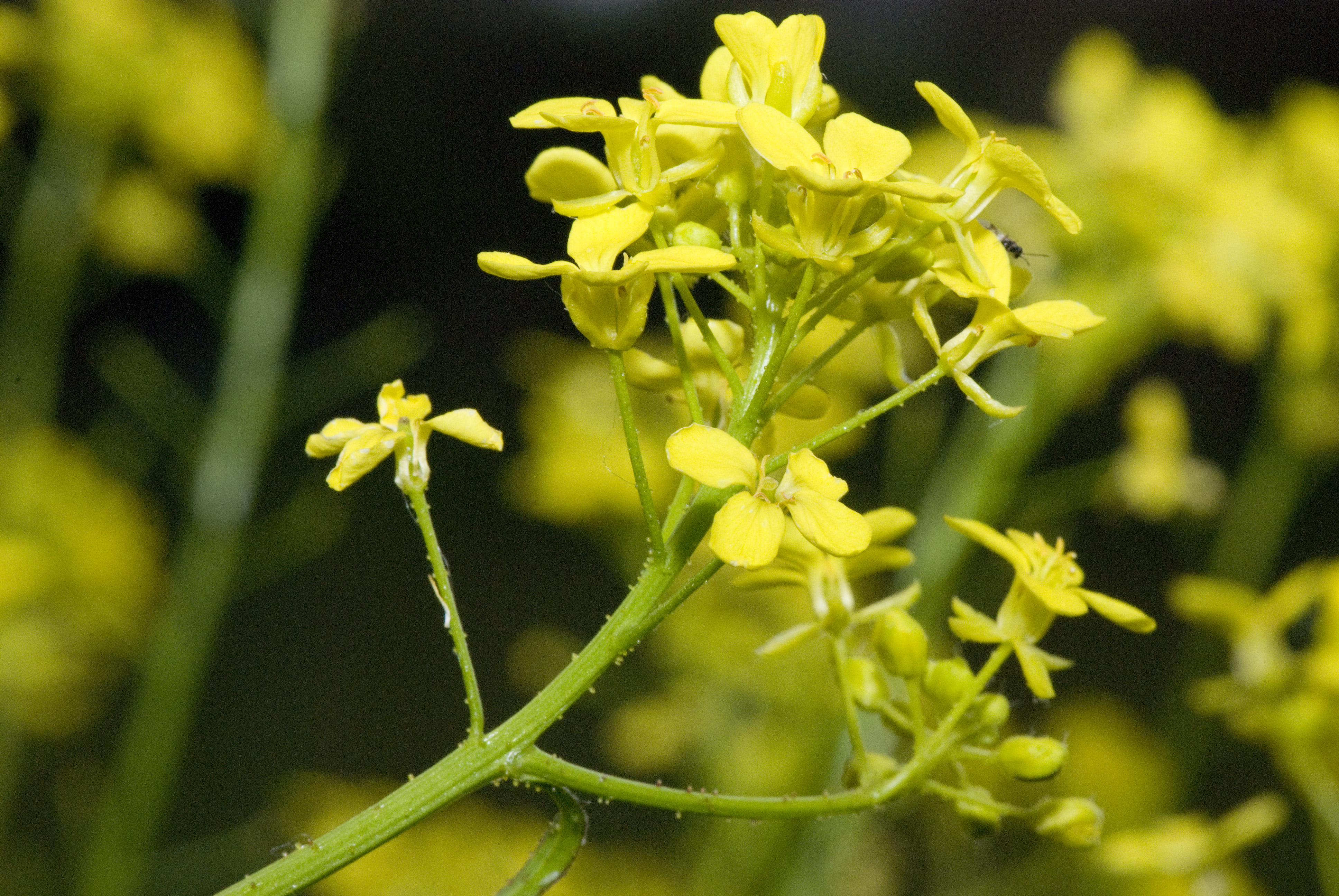
Цветки жёлтые, в метёлке; чашелистики горизонтально оттопыренные; стебли и цветоножки покрыты бородавочками

Прикорневые и нижние стеблевые листья на черешках 2—10 (15) см длиной, обычно перисто-раздельные, до 20 (40) см длиной и до 10 (14) см шириной, конечная доля продолговато-ланцетная, стреловидно-копьевидная в основании, боковые — немного обращённые к основанию листа, ланцетные. Средние и верхние листья менее рассечённые, прогрессивно уменьшающиеся в размере вверх по оси растения, становящиеся широколанцетными, сидячими, с немногочисленными зубцами по краю, расположенными ближе к основанию пластинки; самые верхние не более 2 см длиной, едва зубчатые. Все листья с немногочисленными бородавчатыми желёзками или с двуконечными нежелезистыми волосками. Жилкование отчётливо перистое, средняя и некоторые боковые жилки заметно выпуклые с нижней стороны. Прилистники быстро опадающие, 2—3 мм длиной, ланцетной формы, голые, в средней части зелёные, по краям более тёмные.
Цветки до 5 (7) мм в диаметре, собраны в щитковидные кисти, вместе образующие крупную метёлку. Цветоножки 6—8 мм длиной, с редкими железистыми бородавочками, прямые или слабо изогнутые. Чашелистики жёлтые, продолговатые, при цветении горизонтально оттопыренные, 2,5—4 × 1—1,5 мм. Лепестки жёлтые, (4) 5—7 (8) × (2) 3—5 мм, в два раза превосходящие чашелистики по длине, с клиновидным ноготком 1—2 мм длиной и с плоским обратнояйцевидным отгибом. Тычинки жёлтые, в числе шести, две из них короче четырёх остальных (длиной 2—3 мм и 4—6 мм соответственно); пыльники яйцевидные, 0,8—1 мм. Завязь верхняя, яйцевидная, редкобородавчатая, 1—4-гнёздная, на верхушке с коротким столбиком пестика, несущим неясно двулопастное или почти головчатое рыльце (пестик равен по длине коротким тычинкам).

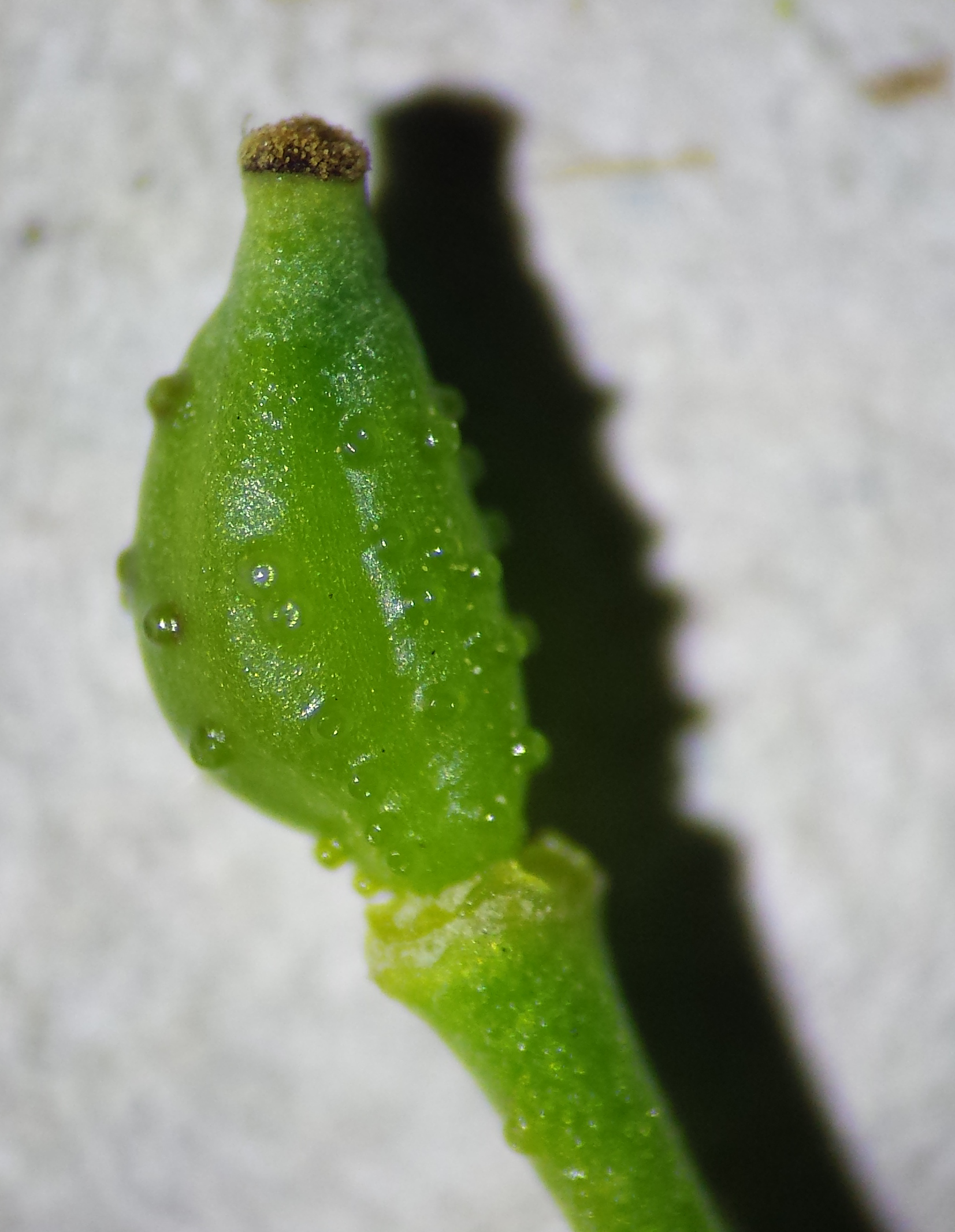
Плод — асимметричный бородавчатый стручочек

Плоды — слегка асимметричные косояйцевидные стручочки 6—7 × 3—4 мм, покрытые неправильными бородавочками, с косоконическим носиком 0,5—2 мм длиной. При созревании деревянистые, невскрывающиеся, легко отделяющиеся от плодоножки. Плодоножка 1—2 см длиной, косо-прямостоячая. Семена в числе от одного до трёх (односемянных плодов большинство, трёхсемянные плоды единичны), по одному в каждом гнезде, широкоэллиптические до почти шаровидных, с выдающимся зародышевым корешком, 1,5—3 × 1,2—2 мм, жёлто-коричневые, матовые. Семядоли в семенах улиткообразно свёрнуты. Масса одного плода — 0,03—0,04 г, масса одного семени — 0,009 г.
Семена редко прорастают в год созревания, чему препятствует наличие плотного деревянистого околоплодника. Основная часть прорастает весной после перезимовки, осенью следующего года, либо следующей весной после повторной перезимовки. Период прорастания сильно растянут, некоторые семена могут прорастать и через 6 лет после созревания.

### Морфология проростков и ювенильных растений
Прорастание надземное. Одновременно с удлинением зародышевого корешка удлиняется и обыкновенно изогнутый, заметно более толстый, чем корешок, гипокотиль, вскоре распрямляющийся. Семядоли после освобождения от семенной кожуры и околоплодника спирально свёрнуты, бледно-жёлтые, вместе с распрямлением гипокотиля разворачиваются, увеличиваются в размерах и зеленеют. Одновременно с появлением первых настоящих листьев вырастают и первые придаточные корни на подземной части гипокотиля.
Развитые семядольные листья неравные, продолговато-обратнояйцевидные, расширяющиеся к верхушке, на верхушке закруглённые или едва выемчатые, почти сидячие. Более крупная семядоля до 3—4 см длиной и до 10 мм шириной, более мелкая — до 2,5 см длиной и до 8 мм шириной. Средняя жилка утолщённая, от неё отходят несколько тонких боковых жилок. Гипокотиль утолщённый, до 6,5—10 мм высотой (при затенении может достигать 20 мм). Первые листья продолговато-обратнояйцевидные до овальных, с обеих сторон покрытые мелкими ветвистыми волосками, с сильно утолщённой средней жилкой и загнутыми кверху боковыми жилками. Одновременно с ростом первых листьев гипокотиль укорачивается и утончается, затем утолщается вместе с утолщением стержневого корня. Семядоли отмирают при развитии 4—6 настоящих розеточных листьев. В первый год жизни растения развивается розетка из слабо зубчатых яйцевидно-ланцетных листьев до 30—50 см длиной и 3—7 см шириной, в последующие годы развивается облиственный цветоносный побег.
Число хромосом: 2n = 14. Масса гаплоидного генома — 2,43 пг, наибольшая среди всех представителей семейства.

## Распространение и экологические особенности

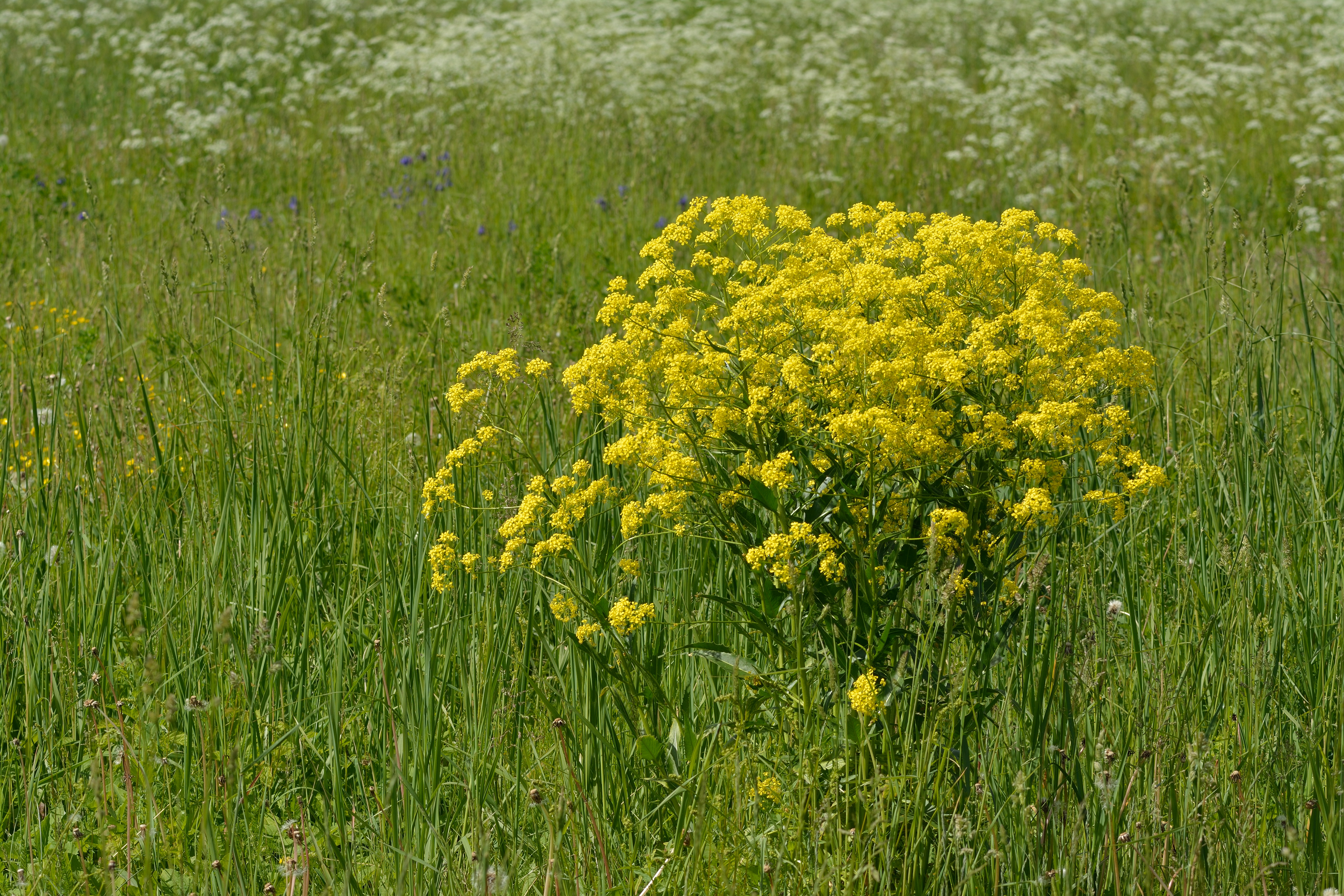
Свербига восточная, цветущие растения. Эстония

В настоящее время ареал свербиги охватывает значительную часть Европы (за исключением наиболее южных частей Средиземноморской Европы, а также Исландии), Западную Азию, Западную Сибирь, отдельные участки на Дальнем Востоке России, с конца XX века — также части Северо-Восточного Китая; растение занесено также в некоторые регионы на востоке США и Канады, а также на запад Канады.
Первоначальный ареал вида точно не установлен. Ряд авторов предполагают, что растение, по всей видимости, происходит с Армянского нагорья. Другие же указывают в качестве вероятного первоначального ареала вида значительно более широкую область, охватывающую Кавказ, Южную и Центральную часть Европейской России, Западную Сибирь и Юго-Восточную Европу (до южных границ Венгрии и Словакии). В работах XIX века в качестве происхождения растения указывались Левант или Восток.
Мезофит, светолюбивое растение. Всходы более теневыносливы, чем взрослые растения, легко переносят значительное затенение. Предпочитает богатые почвы, требовательно к содержанию азота, кальция, серы, часто встречается в местах внесения удобрений.

## Инвазивность
Первые упоминания об инвазивности свербиги в Восточной Европе появились уже во второй половине XIX века — в работах И. Г. Клинге в 1880-х годах. По мнению Клинге, вид, первоначально распространённый на юге Кавказа, расселился по соседним регионам уже к началу XVIII века, чему способствовали русско-турецкие войны — растение активно использовалось русскими солдатами в качестве фуража для лошадей.
В Центральную Европу растение, по-видимому, было завезено непреднамеренно с зерном. В некоторых странах Западной Европы (в Великобритании с 1731 года, во Франции с 1814 года) культивировалось целенаправленно в качестве овощной и кормовой культуры.
В Северной Америке свербига была впервые обнаружена в 1944 году (остров Гран-Манан на крайнем востоке Канады), в том же году она была включена в список сорных растений Канады. В 1958 году найдена в США (штат Висконсин, округ Грин, севернее города Монро).

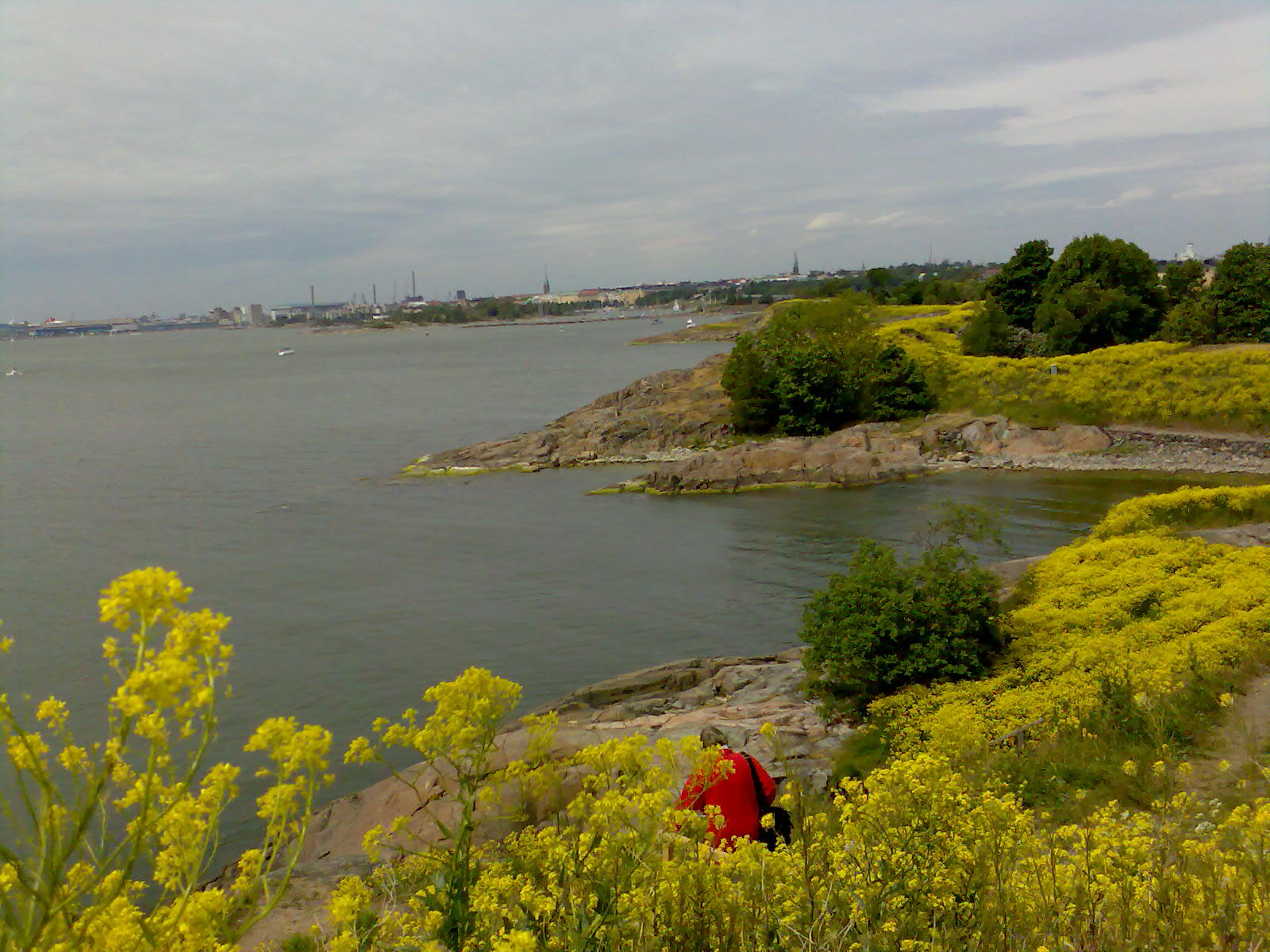
Свербига способна образовывать обширные заросли. Финляндия, окрестности Хельсинки

Свербига — привлекательное для насекомых-опылителей растение с многочисленными цветками, своим появлением в сообществе снижающее вероятность опыления малозаметных местных растений и, таким образом, препятствующее их расселению. Сообщалось об обнаружении в экстракте листьев свербиги веществ, препятствующих прорастанию семян других видов, встреченных близ растений свербиги. Действие этих веществ варьировало в зависимости от рассматриваемого вида.
До второй половины XX века в большинстве регионов Европы свербига была весьма редким растением. Затем растение стало быстро распространяться — его семена и кусочки корней регулярно попадали в сено, которое перевозилось на большие расстояния. Жизнеспособными оказываются кусочки корней 4—5 и даже 1 см длиной. Было показано (1996), что 50 % кусочков коры корней с удалённой стелой оказываются способными давать жизнь новым растениям; также жизнеспособны 30 % участков стелы с удалённой корой. Побеги способны образовывать кусочки корня длиной не менее 2 см, погружённые на глубину 20 см.
На одном растении образуются от 100 до 500 и даже 2000 стручочков, что соответствует 6000—7000 семян. Уровень гибели ювенильных растений низок, продолжительность жизни нередко превышает 12 лет.

### Меры контроля и борьбы
Наиболее простые меры, применяемые для искоренения свербиги, — выкашивание и выкапывание, однако они, как правило, не эффективны. После выкашивания растения быстро отрастают, причём зачастую становятся ещё более крупными, не испытывая особой конкуренции за свет с другими растениями луга. При выкашивании после начала созревания плодов велик риск засорения ранее не засоренных участков при транспортировке и сбросе сена. При удалении ботвы наиболее эффективным способом её уничтожения является сжигание; компостирование и заготовка сена неприемлемы. От остающихся в почве кусков корней выкопанных растений легко отрастают новые растения.
В США проводятся исследования возможности борьбы со свербигой химическими методами. Предварительно установлено, что растение гибнет при применении глифосата, 2,4-Д, метсульфурон-метила.

## Опылители и вредители
Насекомоопыляемое растение, наиболее частыми переносчиками пыльцы которого являются шмели, пчёлы и мухи. В Европе обычные опылители свербиги — пчела медоносная (Apis mellifera), журчалки ильница пижамная (Helophilus pendulus) и ильница цепкая (Eristalis tenax), различные шмели (Bombus).
Пыльца свербиги служит пищей для лесной падальной мухи (Lucilia silvarum), различных галлиц, синей крестоцветной блошки (Phyllotreta nigripes). На нижних и средних листьях поселяются минирующие моли. Свербигой могут питаться тли. Корнями растения питаются личинки долгоносиков.

## Значение и фитохимия

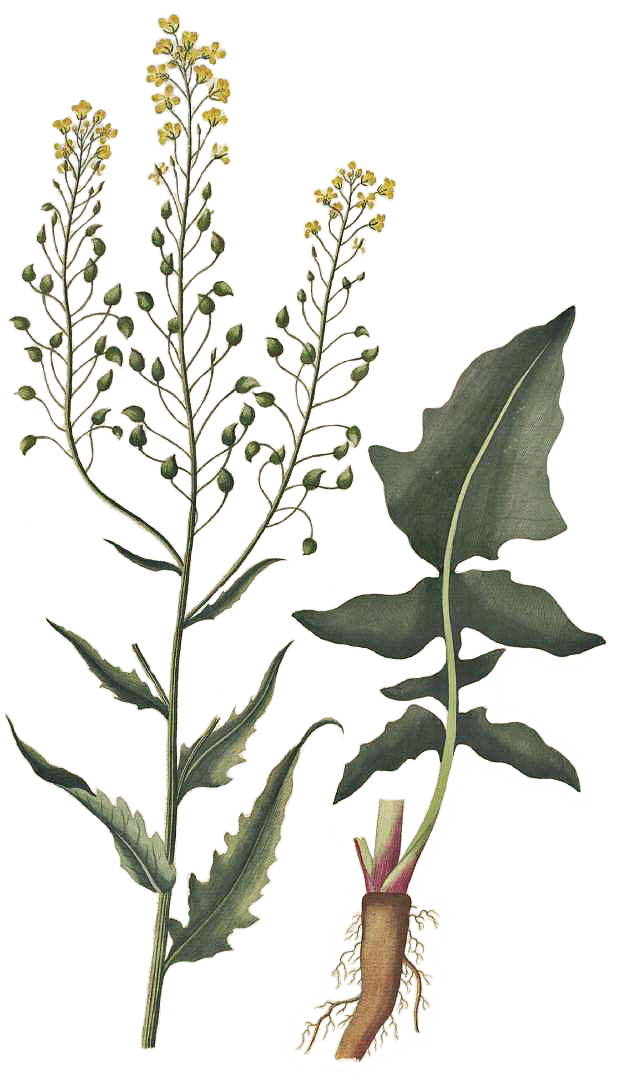
Ботаническая иллюстрация из книги Flora Danica

На Кавказе, а также в Европейской России, Беларуси и на Украине листья свербиги традиционно употреблялись в пищу в сыром виде или в супах. В XVIII—XIX веках, по мере проникновения растения в Европу, употребление в пищу свербиги было перенято и в Западной Европе (Великобритания, Франция), в Великобритании растение стало возделываться как салатное. Корни растения съедобны в свежем виде ранней весной, тёртые маринованные корни используются вместо хрена, в сушёном виде в порошке используются в соусах. Молодые стебли используются в свежем виде (очищенные от кожицы), в варёном виде вместо спаржи, а также в супах. В настоящее время в качестве пищевого растения используется редко.
В традиционной армянской медицине свербига использовалась как противоглистное средство против аскарид, а также как противоцинготное.
Медонос, нектаропродуктивность одного растения составляет 19,6—32,4 мг. Продуктивность мёда 300 кг/га.
Богатое питательными веществами растение, использовавшееся в качестве корма скоту. Поедается во вторую очередь, уступая многим кормовым злакам и бобовым. В Германии успешно культивировалось как кормовое, давало до 4 укосов в год.
Засоритель посевов яровых и озимых злаков, пропашных культур, многолетних трав. В качестве мер борьбы с засорением свербигой полей предложены глубокая зяблевая вспашка и удаление кусков корней растения с полей.
Молодые растения содержат 26 % протеина и 16 % клетчатки, в листьях содержится 150—170 мг% витамина C, до 10 % жирного масла.
В семенах свербиги содержится 10,22—31 % жирного масла, в его состав входят линоленовая (52,2 %), линолевая (23,6 %), олеиновая (13 %), пальмитиновая (4,1 %), арахиновая (3,6 %), стеариновая (1,7 %), пальмитолеиновая (0,7 %) кислоты.
В надземных частях растений содержится рутин, глюкозинолаты: в цветках и листьях — 4-метилтио-3-бутенилглюкозинолат, в семенах — 4-метилсульфинил-3-бутенилглюкозинолат, 4-гидроксибутенилглюкозинолат. Также из растений выделены 3-гидрокси-β-йонон, 3-гидрокси-5,6-эпокси-β-йонон, p-кумаровая, феруловая, синапиновая кислоты, 3-гидрокси-5,6-эпокси-β-йонил-β-D-глюкозид и глюкозиловый эфир синаповой кислоты.

## Классификация
Действительное описание (диагноз) Bunias orientalis было опубликовано в книге Species plantarum (1753) Карла Линнея: Bunias siliculis ovatis gibbis verrucosis — «Bunias со стручочками яйцевидными, выпуклыми, бородавчатыми». Описан вид «из России». Ранее вид описывался им в книге Hortus Upsaliensis (1748) как Bunias foliis retrorsum sinuatis — «Bunias с выемчатыми листьями, назад отогнутыми». Также в Species plantarum Линней отсылает к Crambe foliis pinnato-hastatis — «Crambe с листьями перисто-копьевидными» в Florae Leydentis Prodromus А. Ройена (1740) и Crambe Orientalis, Dentis leonis folio, Erucaginis facie — «Crambe восточному, с листьями как у Dens leonis [одуванчика], сходному с Erucago [свербигой полевой]» в Corollarium institutionum rei herbariae Ж. Турнефора (1703).
В 2002 году в качестве лектотипа Bunias orientalis Бенгт Юнселль и Чарлз Эдвард Джарвис выбрали образец LINN 847.4 из гербария Линнея с единственным завязавшимся плодом — по-видимому, единственный образец, на котором основано понимание вида автором.
Bunias orientalis L. — один из трёх видов рода Bunias (свербига). Типовой вид рода — Bunias erucago L. (свербига полевая), встречается в Южной Европе, Северной Африке, Юго-Западной Азии. Третий вид — Bunias cochlearioides Murray (свербига ложечницевидная), распространён на юге Европейской части России и в умеренных регионах Азии.

### Таксономия[21]
Bunias orientalis L., 1753, Sp. Pl. : 670
Вид Свербига восточная относится к роду Свербига (Bunias) семейства Капустные (Brassicaceae) порядка Капустоцветные (Brassicales). Кладограмма в соответствии с Системой APG IV по состоянию на июнь 2023 года:
|  |                                      |  |                                   |                                   |                     |  | ещё 16 семейств | ещё 16 семейств |                    |  |  |  | еще 2 подтвержденных вида и 5 таксонов, ожидающих подтверждения |
|  |                                      |  |                                   |                                   |                     |  | ещё 16 семейств | ещё 16 семейств |                    |  |  |  | еще 2 подтвержденных вида и 5 таксонов, ожидающих подтверждения |
|  |                                      |  |                                   | порядок Капустоцветные            |                     |  |                 |                 | род Свербига       |  |  |  |                                                                 |
|  |                                      |  |                                   | порядок Капустоцветные            |                     |  |                 |                 | род Свербига       |  |  |  |                                                                 |
|  | отдел Цветковые, или Покрытосеменные |  |                                   |                                   | семейство Капустные |  |                 |                 | Свербига восточная |  |  |  |                                                                 |
|  | отдел Цветковые, или Покрытосеменные |  |                                   |                                   | семейство Капустные |  |                 |                 |                    |  |  |  |                                                                 |
|  |                                      |  | ещё 63 порядка цветковых растений | ещё 63 порядка цветковых растений |                     |  |                 | ещё 354 рода    | ещё 354 рода       |  |  |  |                                                                 |
|  |                                      |  |                                   | ещё 63 порядка цветковых растений |                     |  |                 |                 | ещё 354 рода       |  |  |  |                                                                 |

### Синонимы
- Bunias perennis  (L.) Sm., 1813
- Bunias winterlii  Schult. , 1809
- Crucifera laelia  E.H.L.Krause , 1902
- Laelia orientalis  Rchb. , 1815
- Laelia podocarpa  C.A.Mey. ex Rupr. , 1815
- Myagrum taraxacifolium  Lam. , 1785
- Rapistrum glandulosum  J.P.Bergeret , 1786

### Внутривидовое деление
Внутривидовая систематика свербиги восточной не разработана, каких-либо чётко ограниченных таксонов в пределах вида не выделяется. Растения с сероватоопушёнными листьями были описаны в 1821 году О. Декандолем под названием Bunias orientalis β. winterli. Растения без лировидных листьев, с цельными, крупнозубчатыми прикорневыми и нижними листьями, в очертании широколанцетными, были в 1947 году названы М. Л. Невским Bunias orientalis f. indivisa, однако необходимого латинского диагноза данной формы автор не привёл. В более поздних публикациях эти формы отдельно не рассматриваются.